# Veselá, Zlín
Veselá là một làng thuộc huyện Zlín, vùng Zlínský, Cộng hòa Séc.